# Нільс Нкунку
Нільс Патрик Нкунку (фр. Niels Patrick Nkounkou, нар. 1 листопада 2000, Понтуаз, Франція) — французький футболіст конголезького походження, фланговий захисник «Айнтрахту».

## Ігрова кар'єра

### Клубна
Нільс Нкунку починав займатися футболом у своєму рідному місті Понтуаз. Один сезон 2017 року він провів у молодіжній команді «Бреста», після чого перейшов до марсельського «Олімпіка». З 2019 року футболіст почав потрапляти до заявок основного складу «Марселя» але на поле так і не виходив, переважно граючи за дублюючий склад.
Влітку 2020 року Нкунку перейшов до англійського «Евертона», з яким підписав трирічний контракт. 1 листопада захисник зіграв дебютну гру в АПЛ проти «Ньюкасла». Всього в основі «Евертона» футболіст провів у тому сезоні шість матчів в усіх турнірах.
В подальшому Нкунку так і не зумів закріпитися в основі англійського клубу і змушений був відправлятися в оренду. Сезон 2021/22 захисник провів в Бельгії, де виступав за клуб «Стандард». Після повернення до «Евертона», Нкунку підписав з клубом новий контракт до 2024 року і одразу був відправлений в оренду у клуб Чемпіоншип «Кардіфф Сіті». За валлійський клуб футболіст відіграв до зими 2023 року, а в січні відправився до Франції - в оренду у «Сент-Етьєн».
Після завершення терміну оренди влітку 2023 року Нкунку підписав з французьким клубом контракт на постійній основі.

### Збірна
З 2018 року Нільс Нкунку виступав за юнацькі збірні Франції.
Влітку 2021 року провів один матч у складі олімпійської збірної Франції на літніх Олімпійських Іграх у Токіо.